# Necdet Özel
Necdet Özel est un général turc né en 1950 à Ankara. Özel est le 28e chef d'état-major des Forces armées turques. Il est nommé le 4 août 2011 en remplacement d'Işık Koşaner (en) et quitte son poste le 8 août 2015.

## Biographie
Özel rentre dans l'armée turque en 1969. Il commande le 7e corps d'armée de la 2e armée turque basé à Diyarbakır puis la 2e armée basée à Malatya de 2008 à 2010.
Le 24 août 2010, il est nommé chef de la Jandarma.
En juillet 2011, une partie de l'état-major turc présente sa démission, en particulier Işık Koşaner, le chef d'état-major. Le 29 juillet, Özel est remplacé à la tête de la Jandarma par Bekir Kalyoncu (de) et il est promu chef d'état-major par intérim ainsi que commandant de l'armée de terre par le premier ministre Recep Tayyip Erdoğan. Le président Abdullah Gül confirme la nomination d'Özel au poste de chef d'état-major le 4 août suivant. Le poste de commandant de l'armée de terre revient à Hayri Kıvrıkoğlu (de). En août 2015, il est remplacé par Hulusi Akar.

## Référence
1. ↑  (en) « Profile of Necdet Özel: An army man with strong democratic credentials », Zaman, 31 juillet 2011